# 卡西尼-惠更斯号
卡西尼-惠更斯號（英語：Cassini–Huygens）是前往土星系統的一架旗艦級太空探測器，也是由美國太空總署（NASA）、歐洲太空總署（ESA）和義大利太空總署（ASI）合作進行的任務。整個任務分為兩部分：環繞土星的卡西尼號（Cassini）與在土星最大衛星土衛六登陸的惠更斯號（Huygens）。兩具探測器由大力神四號B型運載火箭搭載，於1997年10月15日一同發射升空，並於2004年7月初抵達土星軌道，隨後在同年12月25日分離。卡西尼號自入軌後持續運作超過13年，直到2017年9月15日進入土星大氣層焚毀；惠更斯號則於2005年1月14日成功於土衛六的阿迪立地區著陸並傳回數據，是首具在外太陽系天體完成登陸的探測器。
卡西尼-惠更斯號是继先驱者11号、旅行者1、2号后第四架前往土星的太空探測器，同时也是第一个环绕土星飞行的探测器。
该計劃於1980年代開始。它的設計包括繞行土星的人造衛星（卡西尼號）和登陸土卫六（惠更斯號）。這兩艘太空船是以天文學家乔瓦尼·多梅尼科·卡西尼和克里斯蒂安·惠更斯的名字命名。太空船於1997年10月15日使用泰坦VB/半人馬發射升空，在2004年7月1日進入環繞土星的軌道。在前往的星際航行途中，曾兩度飛越金星，一次飛越地球與木星。在2004年12月25日，惠更斯號與卡西尼號分離，並在2005年1月14日降落在土衛六。它利用卡西尼號中繼，成功的將資料傳送回地球。這是有史以來第一次在外太陽系的天體上著陸。
卡西尼號在抵達後就持續的研究土星系統，並兩度延展計畫直至2017年4月。 然而，因為太空船用於調整與校正軌道的燃料因消耗而不斷減少，在2016年11月30日決定進入專案的最後階段。卡西尼號將駛入土星環的內圈，每7天繞行土星一次。太空船將一點一點地深入這過去從未觸及的區域，以得到最接近土星環的外觀。在2016年12月4日，太空船首度通過土星環。
卡西尼號已在2017年9月15日潛入土星大氣層中銷毀，並在結束前傳送回最後的圖像。之所以選擇這樣的處置方法，為的是避免污染可能有生物存在的土衛星群。

## 回顧
歐洲的16個國家和美國組成負責設計、製造、飛行和收集來自卡西尼號軌道器和惠更斯號探測器的資料。這項任務由美国国家航空航天局（NASA）設在美國的噴射推進實驗室負責管理，卡西尼號軌道器也在此製造。惠更斯號由欧洲空间研究与技术中心（ESTEC）開發，主要的承包商是法國的法國航太（現在的泰雷兹阿莱尼亚宇航公司），並匯集的許多歐洲國家提供的設備和儀器（惠更斯號的電池和兩件儀器是由美國製造）。義大利太空總署（ASI）提供卡西尼號的高增益雷達天線，與並網的低增益天線（確保在任務期間與地球的通訊），還有一個也使用高增益天線的緊緻輕量雷達，並且擔當合成孔径雷达、雷達高度計、輻射計、無線電科學子系統（RSS）、VIMS光譜儀的可見光通道（VIMS-V）。VIMS紅外線對應的部分由NASA提供，還有主要的電子裝配，也包括法國的法國國家太空研究中心（CNES）提供的電子元件，由NASA安裝。
在2008年4月16日，NASA宣布再投資兩年這項任務在地面所需的經費，同時更改任務名稱為卡西尼分點任務（Cassini Equinox Mission）。在2010年2月，任務再度被延長，並再改稱為卡西尼至點任務（Cassini Solstice Mission）。

## 名稱

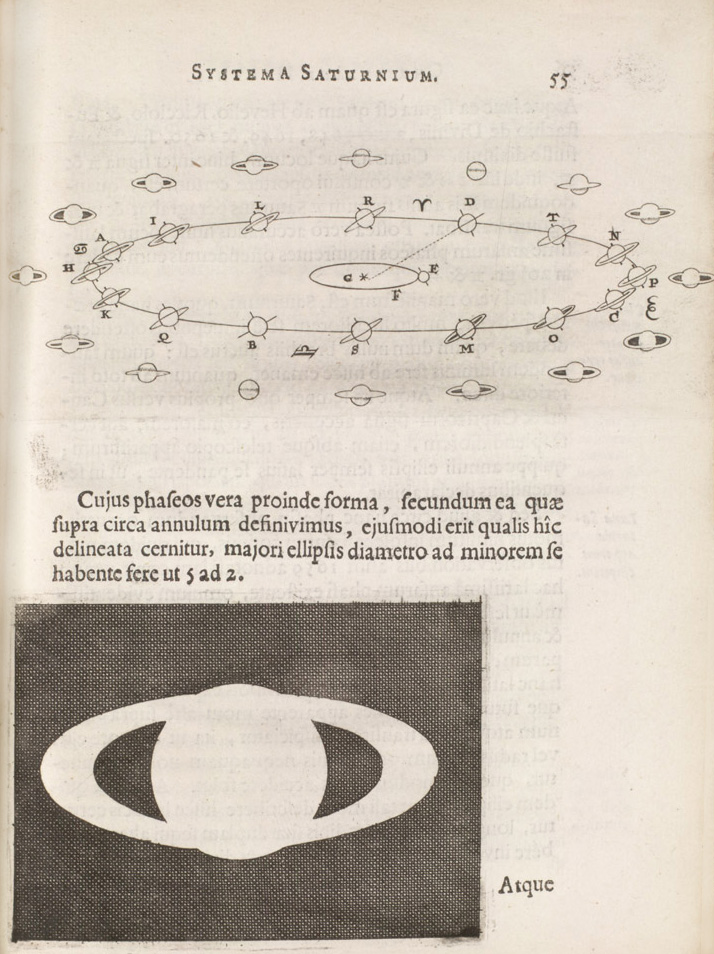
惠更斯於1659年解釋土星系統的圖說。

這個任務包括兩個主要的元素：ASI/NASA的卡西尼號軌道器，是以發現土星環的卡西尼縫與四顆衛星的義大利-法國天文學家乔瓦尼·多梅尼科·卡西尼的名字命名；ESA發展的惠更斯號探測器是以發現土衛土卫六的荷蘭天文學家克里斯蒂安·惠更斯之名命名。這項任務在醞釀的期間，通常被稱為土星軌道土卫六探測器（SOTP，Saturn Orbiter Titan Probe），就如同被籠統稱呼的Mariner Mark II任務。
卡西尼-惠更斯號是前往外太陽系行星的旗艦任務。其它旗艦級的行星任務還有伽利略號、航海家號和維京人號 。

## 目的
卡西尼號有幾個目標，包括：
- 測量土星環的三維結構和動態行為。
- 測量衛星表面的組成和每一科的地質歷史。
- 測量土衛八在前導半球的暗物質性質和起源。
- 測量磁層的三維結構和動態行為。
- 研究土星的大氣層在各個層面的動態行為。
- 研究土卫六的雲和霾隨著時間的變異性。
- 研究土卫六表面在局部區域尺度上的特徵。

卡西尼-惠更斯號於1997年10月15日從卡納維爾角空軍基地的40號綜合發射台，使用美國空軍的泰坦4VB/半人馬火箭發射。完整的發射是由兩節的泰坦4V助推火箭、兩個捆紮的固態火箭，半人馬火箭是上一節，和有效載荷的外殼或整流罩。
這個科學探測任務的總經費約是美金32億6000萬，包括發射前發展所耗用的14億，以及7億400萬的任務操作，5400萬用於追蹤，還有4億2200萬用於發射的運載火箭。美國承擔了26億（80%）費用，ESA負擔了5億（15%），ASI負擔1億6000萬（5%）。
卡西尼号的主要任務已經於2008年7月30日完成；但因資源尚足夠便延長至2010年6月（分點任務）。土星於2009年8月經過春分點，這段時間對土星做了詳細的研究。
在2010年2月3日，宣布卡西尼號的任務再度延長約6.5年，直到2017年9月。結束任務的時間是土星北半球的夏至，所以任務名稱為至點任務。延伸的任務讓卡西尼號多繞行土星155圈，並飛越土卫六54次、恩克拉多斯11次。
在2017年，在與土卫六邂逅後，卡西尼號將改變它的軌道型態。它將在土星環最內側的D環之內，以距離土星雲層頂端3,000公里接近土星。這一連串的“近端軌道”最後將卡西尼號像探測土衛六的探測器一樣，進入土星的大氣層來結束任務。

### 旅程
| 選擇的目標（依照大小排序，但圖未依照比例） | 選擇的目標（依照大小排序，但圖未依照比例） | 選擇的目標（依照大小排序，但圖未依照比例） | 選擇的目標（依照大小排序，但圖未依照比例） | 選擇的目標（依照大小排序，但圖未依照比例） | 選擇的目標（依照大小排序，但圖未依照比例） | 選擇的目標（依照大小排序，但圖未依照比例） |
| ------------------------------------------ | ------------------------------------------ | ------------------------------------------ | ------------------------------------------ | ------------------------------------------ | ------------------------------------------ | ------------------------------------------ |
|                                            |                                            |                                            |                                            |                                            |                                            |                                            |
| 土衛六 （泰坦）                            | 月球 （地球的衛星）                        | 土衛五 （Rhea）                            | 土衛八（Iapetus）                          | 土衛四 （Dione）                           | 土衛三 （Tethys）                          | 土衛二（Enceladus）                        |
|                                            |                                            |                                            |                                            |                                            |                                            |                                            |
| 土衛一（Mimas）                            | 土衛七（Hyperion）                         | 土衛九（Phoebe）                           | 土衛十（Janus）                            | 土衛十一（Epimetheus）                     | 土衛十六（Prometheus）                     | 土衛十七（Pandora）                        |
|                                            |                                            |                                            |                                            |                                            |                                            |                                            |
| 土衛十二（Helene）                         | 土衛十五（Atlas）                          | 土衛十八（Pan）                            | 土衛十三（Telesto）                        | 土衛十四（Calypso）                        | 土衛三十二（Methone）                      |                                            |

## 歷史

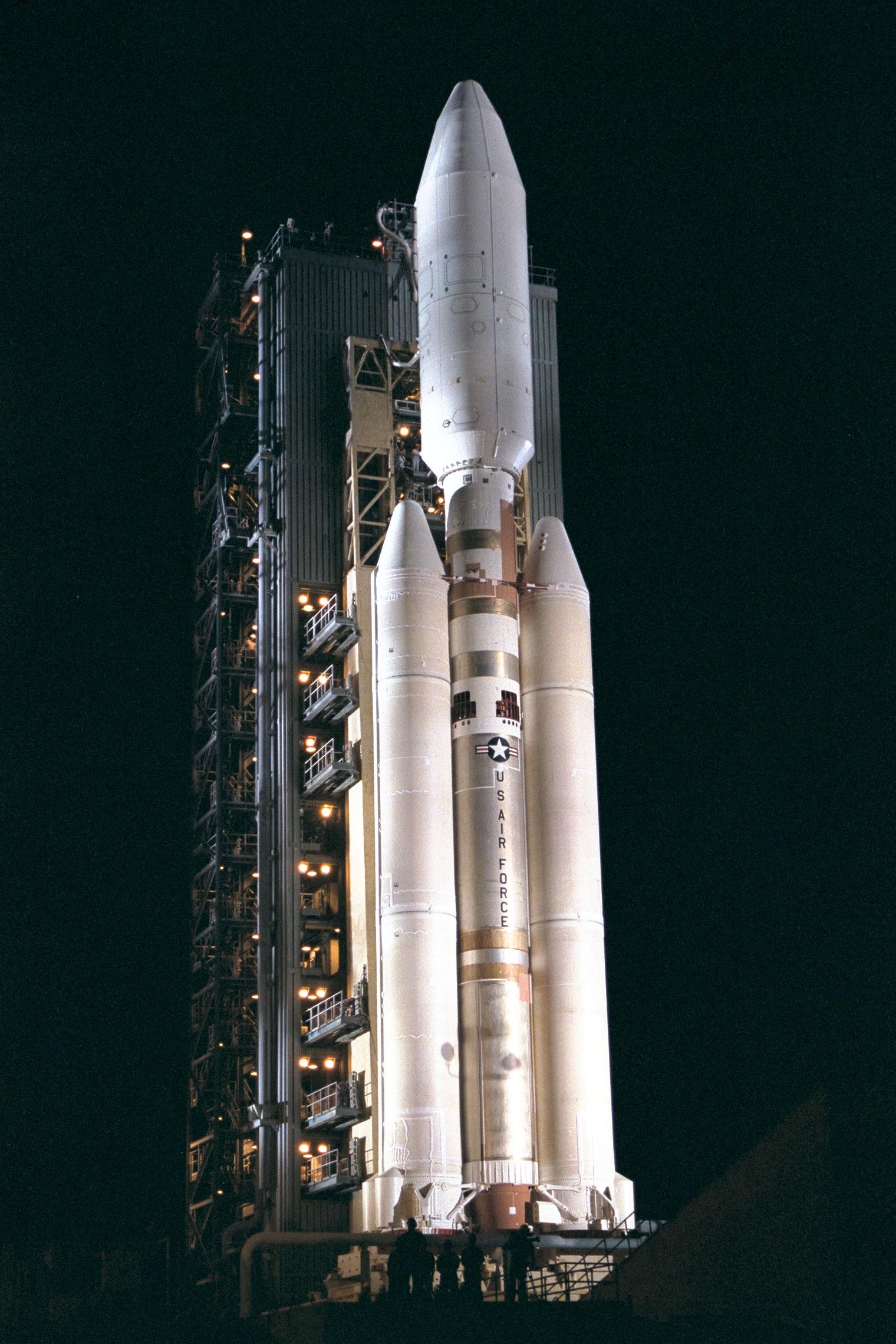
在發射台上的卡西尼-惠更斯號

卡西尼-惠更斯號的起源可以追溯到1982年，當歐洲科學基金會和美國美國國家科學院組成一個探討未來合作任務的工作組之際，兩位歐洲的科學家建議土星軌道器和土卫六登陸器組合的聯合任務。在1983年，NASA的太陽系探索委員會建議相同的軌道飛行器和探測器作為美國國家航空暨太空總署的核心任務。NASA和歐洲太空總署（ESA）從1984年至1985年研究聯合執行潛在任務派遣的可行性。歐洲太空總署在1986年仍繼續自行研究，而美國太空人莎莉·萊德在1987年提出自身研究的報告：NASA Leadership and America's Future in Space ，也審查和核准了卡西尼任務。
雖然萊德的報告是敘述NASA獨立派遣繞行土星的太空船和探測器，而在1988年NASA的太空科學和應用協會的理事長Len Fisk 帶回了NASA和ESA聯合派遣任務的想法。他寫信給在ESA的歐洲聯絡人，Roger Bonnet，強烈建議從當時的三項候選任務中選擇卡西尼任務，並承諾盡快讓NASA選擇同意與ESA合作執行。
當時，NASA對歐洲和美國在太空計畫上的發展，因為歐洲有不同的看法，已經不像以前那樣的平等合作，而變得更為敏感。NASA參與卡西尼-惠更斯計畫的官方和顧問都試圖扭轉這種趨勢，強調他們渴望均勻分享由此任務所產生的任何科學成就和利益。這種與歐洲合作新趨勢的另外一部分原因是受到歐洲與蘇聯已經開始更密切的合作，這會使得ESA與NASA漸行漸遠，因而增加了NASA的競爭意識。
合作不僅改善了兩個集團的太空計畫，也讓卡西尼-惠更斯號在美國國會削減預算之後仍然能夠執行。该计划在1992年和1994年兩度遭到政治之火波及，但NASA成功說服美國國會停止該專案計畫是不明智的，在EAS已經將資金投入發展之後，因為受到挫折而傷害到執行太空探險計畫的承諾，可能影響到其他領域的對外關係。在1994年之後，雖然有關注其搭载的放射性同位素电池如遇发射意外對環境产生负面影響的民間團體試圖通過抗議和訴訟破壞，但直到1997年發射之前，都未再受到政治干擾而能順利進行。

## 太空船設計

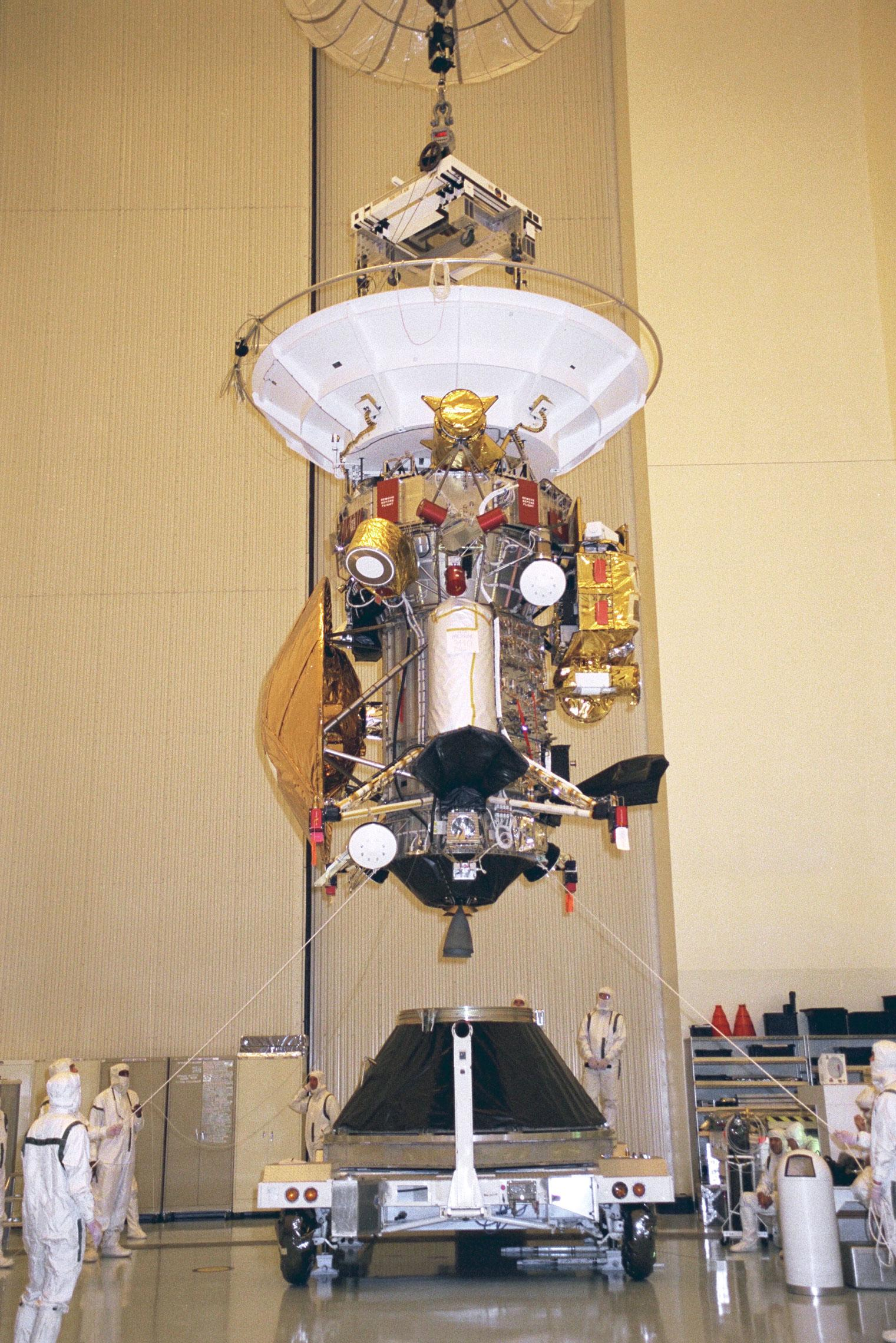
組裝好的卡西尼-惠更斯號 assembly。

太空船原先計畫使用輔助的三軸穩定、擬前往火星軌道的Mariner Mark II 放射性同位素熱電機（RTG，Radioisotope thermoelectric generator）做為動力。
卡西尼與彗星會合小行星飛掠（CRAF）太空船同時發展，但預算削減和專案的重審，迫使NASA終止CRAF的發展，而保留卡西尼；Mariner Mark II系列也被取消。
包括軌道器和探測器，他是曾建造第二大的無人行星際太空船，也是最複雜的其中一艘。軌道器的質量為2,150（4,740磅），探測器是350（770磅）。在發射時與運載火箭對接時攜帶著3,132（6,905磅）的推進劑，總重量達到5,600（12,300磅）。只有蘇聯發射的兩艘火衛一和火衛二太空船比它大。
卡西尼太空船高6.8（22英尺），寬4（13英尺）。由於它是以彈道（飛行路徑）前往土星，以及雄心勃勃的科學目的，使這艘太空船變得非常複雜。卡西尼有1,630件互聯的電子元件，以22,000 條導線連接，總長度達到14（8.7英里）的配線。控制電腦的CPU核心是有備份組件的MIL-STD-1750A 系統。主推進系統包括一個主火箭和1個備用的R-4D火箭引擎。每個引擎的推力是490牛頓，太空船整體的速度變化(ΔV)是每秒2,040米。
卡西尼的電力是由32.7公斤的鈽-238提供，将從材料的放射性衰變熱能轉化成電能。在巡航期間，惠更斯的電力也由卡西尼提供；分離後則使用化學電池。
直到2017年9月，卡西尼號持續的在繞行土星的軌道上運轉，與地球的距離在8.3至10.2天文單位之間變動著。無線電訊號從地球到太空船需要68至84分鐘的到達時間，反之亦然。因此，地面控制不能對於日常或突發的事件給予“即時”的指示。當衛星出現問題，即使接收的工程師們是立即回應，也需要等待2-3个小时才能看到探测器做出响应。

## 儀器

由VISM揭露的土卫六表面。

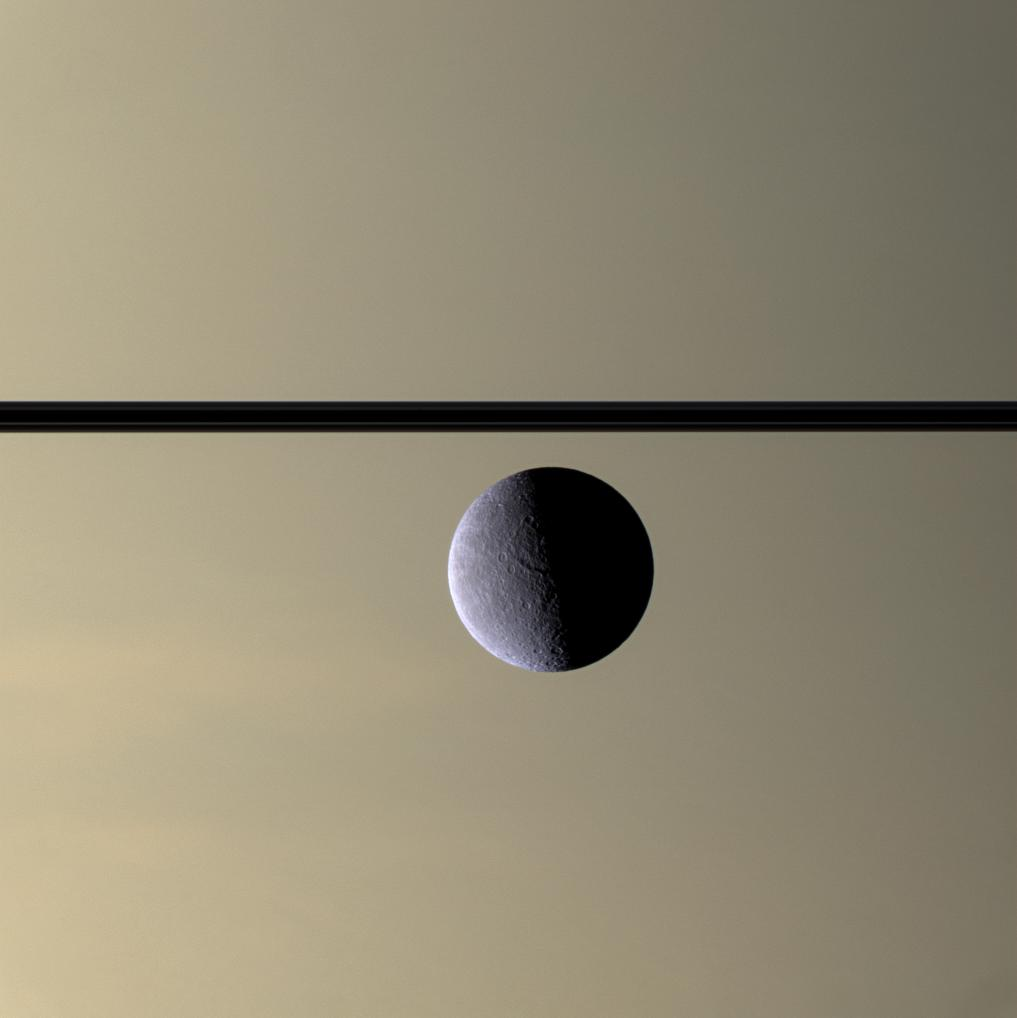
在土星前面的土卫五。

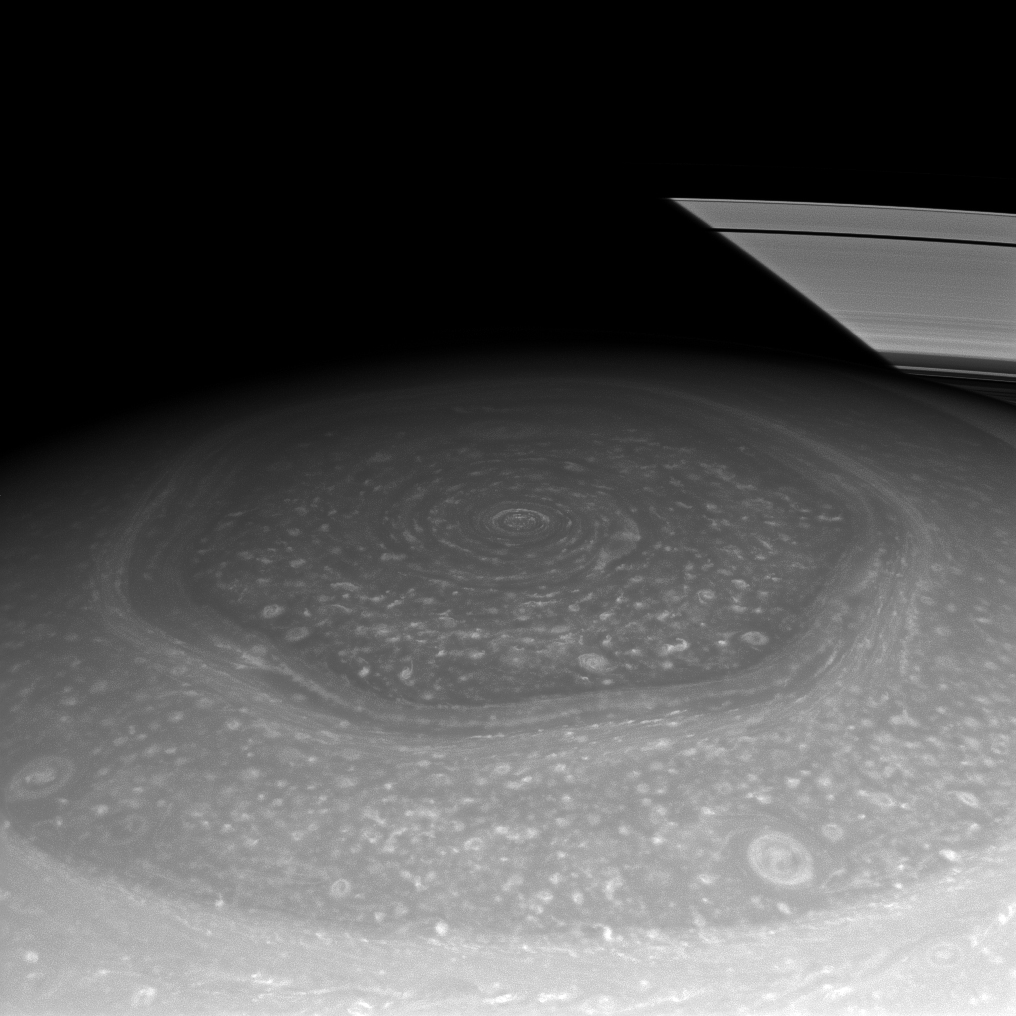
土星的北方極區六角。

太空船的3D模型。

为了能够收集到尽可能多的科学数据，卡西尼-惠更斯号携带了18台科学仪器，其中卡西尼号轨道器携带12台，惠更斯号着陆器携带6台。

### 摘要
儀器：
- 光學遙感儀器（安裝在遙感平台上）[31]
  - 複合紅外光譜儀（CIRS，Composite Infrared Spectrometer）
  - 成像科學子系統（ISS，Imaging Science Subsystem）
  - 紫外成像光譜儀（UVIS，Ultraviolet Imaging Spectrograph）
  - 可見光和紅外映射分光計（VIMS，Visible and Infrared Mapping Spectrometer）
- 場、粒子和波
  - 卡西尼電漿分光計（CAPS，Cassini Plasma Spectrometer）
  - 宇宙塵分析（CDA，Cosmic Dust Analyzer）
  - 離子和中性質譜儀（INMS，Ion and Neutral Mass Spectrometer）
  - 磁強計（MAG，Magnetometer）
  - 磁層成像儀（MIMI，Magnetospheric Imaging Instrument）
  - 無線電和電漿波科學（PRWS，Radio and Plasma Wave Science）
- 微波遙感儀器
  - 雷達（Radar）
  - 無線電科學（RSS，Radio Science）

### 說明
卡西尼的儀器包括：合成孔徑雷達製圖、感光耦合元件成像系統、可見光/紅外映射光譜儀、複合紅外光譜儀、宇宙塵分析儀、無線電和電漿波實驗、電漿光譜儀、紫外成像光譜儀、磁層的成像儀器和離子/中性質譜儀。遙測資訊的通報天線和其它特別的發射機（S波段發射機和雙頻Ka波段系統），也將用於觀測土星和土卫六的大氣層，和測量土星和它的衛星的重力場。

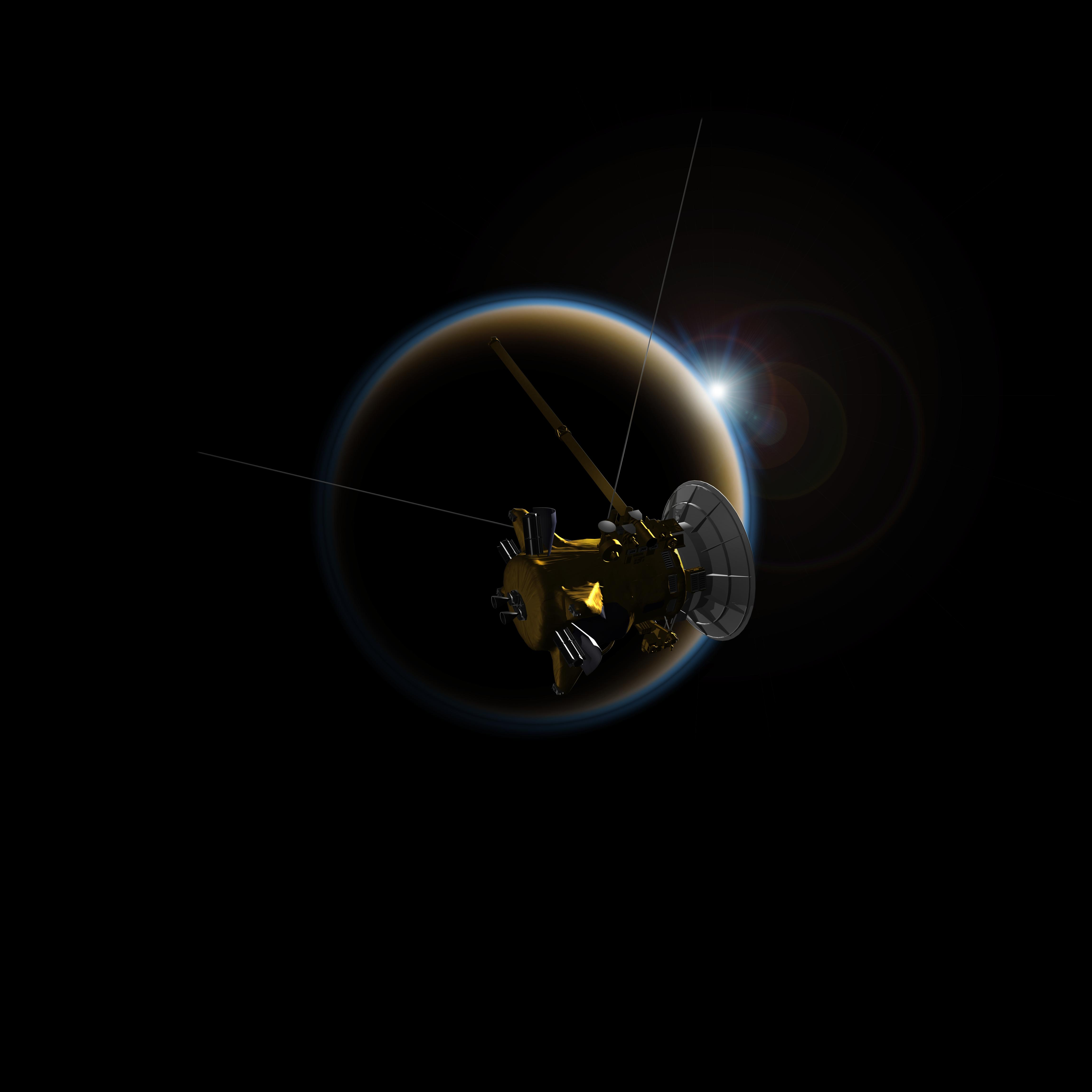
VIMS 透過土卫六的大氣層朝向太陽研究，有助於了解系外行星的大氣層（藝術家的概念，2014年5月27日）。

1. 卡西尼電漿分光計（CAPS）：CAPS是直接的遙測儀器，用於測量儀器遭遇到的電荷粒子和能量（電子和質子的數量）。CAPS將測量來自土星電離層的分子，和確定土星磁場的配置。CAPS還將調查在這些領域以及在土星磁場內太陽風的電漿[32][33]。CAPS在2011年6月因為儀器中的電器短路而關閉。在2012年3月，儀器被再度充電，但78天後再度短路，儀器再度被迫關閉[34]。
2. 宇宙塵分析（CDA）：CDA是直接測量的遙感儀器，測量在土星附近的微小塵埃顆粒的大小、速度和方向。這些粒子有一部分在軌道上環繞著土星，而有一些可能來自其它的恆星系統。在軌道器上的CDA被設計來了解更多有關的這些粒子，來自其它天體的粒子可能潛藏著有關宇宙起源的線索[32]。
3. 複合紅外光譜儀（CIRS）：CIRS是遙測來自物體紅外輻射的儀器，以了解它們的溫度、熱性質和成分。整個卡西尼-惠更斯任務期間，CIRS將測量來自土星大氣層、環、和土星系統中廣大表面的紅外線輻射。它將映射土星大氣三度空間的海拔高度、氣體成分、溫度和壓力，以及氣溶膠和雲的分佈。他還將測量熱特性和衛星表面及環的組成。它還將測量熱特性和衛星表面及環的組成[32]。
4. 離子和中性質譜儀（INMS）：INMS是直接測量和分析靠近土卫六和土星的帶電粒子（像質子和重的離子）與中性粒子（像原子），已對它們的大氣層有更多的認識。INMS預期測量土星的冰衛星和環中的正離子和中性環境[32][35][36]。
5. 成像科學子系統（ISS）：ISS是遙感儀器，用於捕獲可見光的大多數影像，還有一些紅外線和紫外線的影像。ISS已經獲得數以十萬計的土星、它的光環和衛星的圖像。ISS有廣角相機（WAC，wide-angle camera）拍攝大面積的影像；和窄角相機（NAC，narrow-angle camera）拍攝小面積和細緻的影像。每個相機都有靈敏的感光耦合元件（CCD）做為電磁波探測器。每個邊長12μm的CCD都有1,024平方陣列的圖元。這兩款相機允許許多的資料收集模式，包括線上壓縮資料。這兩款相機配置的旋轉輪光譜濾波器 －可以查看從0.2到1,1微米的電磁波譜[32][37]。
6. 雙重技術磁強計（英语：Spacecraft magnetometer#Dual technique）（MAG）：MAG是一種直接測量環繞土星的磁場（英语：Magnetosphere of Saturn）強度和方向的遙感儀器。磁場是由土星核心熔融的部分核心產生，測量磁場是探討核心的途徑之一。MAG旨在開發土星磁層的三維模型，並確定土卫六和它大氣層的磁化狀態，以及冰衛星在土星磁層內的作用[32][38]。
7. 磁層成像儀（MIMI）：MIMI是直接和遙感均可產生被陷在土星強大磁場或磁層內的粒子圖像和其他資料的儀器。這些資訊被用於太陽風、土星大氣層、土卫六、土星環、和冰衛星整體的配置，以及它們與磁層交互作用的動力學研究[32][39]。MIMI包括離子和中性相機（INCA，Ion and Neutral Camera），用以捕獲離子和高能中性原子（英语：Energetic Neutral Atoms）（ENAs）[40]。
8. 雷達：太空船上的雷達是產生土卫六地圖的主動和被動的遙感儀器。主動雷達可以發送能穿透土卫六周圍陰霾厚重面紗的雷達波，通過測量信號發送和返回的時間就可以確定大的表面特徵，如火山和峽谷的高度。被動雷達偵聽土星或其它衛星可能發出的無線電波[32]。
9. 無線電和電漿波科學（PRWS）：RPWS是接收並測量來自土星的信號，包括太陽風和土星其它衛星交互作用發出的無線電波，的直接和遙感儀器。RPWS測量行星際空間物質和行星磁層中的電子和磁波場。它也測量靠近土卫六和土星磁層一些地區的電子密度和溫度。RPWS研究土星磁場和它的千米輻射（SKR，Saturn Kilometric Radiation）之間的關聯性和結構，以及監測和測繪土星的電離層、電漿和來自土星（也可能是土卫六）大氣層的閃電和配置[32]。
10. 無線電科學子系統（RSS）：RSS是一種遙感的工具，使用地球上的無線電天線來觀察太空船發出的無線電信號，因為通過不同的物件而發生的改變，如土卫六的大氣層或土星的光環，甚至從太陽的後面發送的方式。RSS也研究大氣層和電離層的成分、壓力和溫度，環內的徑向結構和粒子大小的分布，天體和系統質量和引力波。儀器採用太空船的X-波段通訊以及S-波段下行鏈結和Ka-波段上行鏈結和下行鏈結[32]。
11. 紫外成像光譜儀（UVIS）：UVIS是捕捉被像是土星的雲/或它的光環等物體反射的紫外線影像的遙感儀器，以對它們的結構和組成有更多的了解。設計測量的紫外線波長從55.8～190nm，這件儀器也是協助測量成分、分布、氣溶膠粒子的含量，以及大氣溫度的工具。不同於其它類型的光譜儀，這個靈敏的儀器可以獲得光譜和空間中的讀數。他特別擅長於測定氣體的成分，空間的觀測由寬至窄，可以由一個圖元至跨越64個圖元。光譜的尺度是每個空間圖元對應1,024圖元。此外，當物體因為其它的力量移動時，它可以組合許多影像創造出影片的方式[32]。
12. 可見光和紅外映射分光計（VIMS）：VIMS是使用可見光和紅外線捕捉影像，以對衛星表面、環、土星和土卫六的大氣層結構與組織有更多了解的遙感儀器。它是由兩架照相機結合在一起：一個用來測量可見光，另一個測量紅外線。VIMS測量來自大氣層、環和表面反射與發射的輻射，在波長350至5,100nm的範圍內測量它們的成分、溫度和結構。它也觀察穿過環的陽光和星光，以對它們的結構有更多的了解。科學家們計畫使用VIMS研究土星系統中雲的長期運動和形態，以確定土星的天氣模式[32]。

## 鈽能源

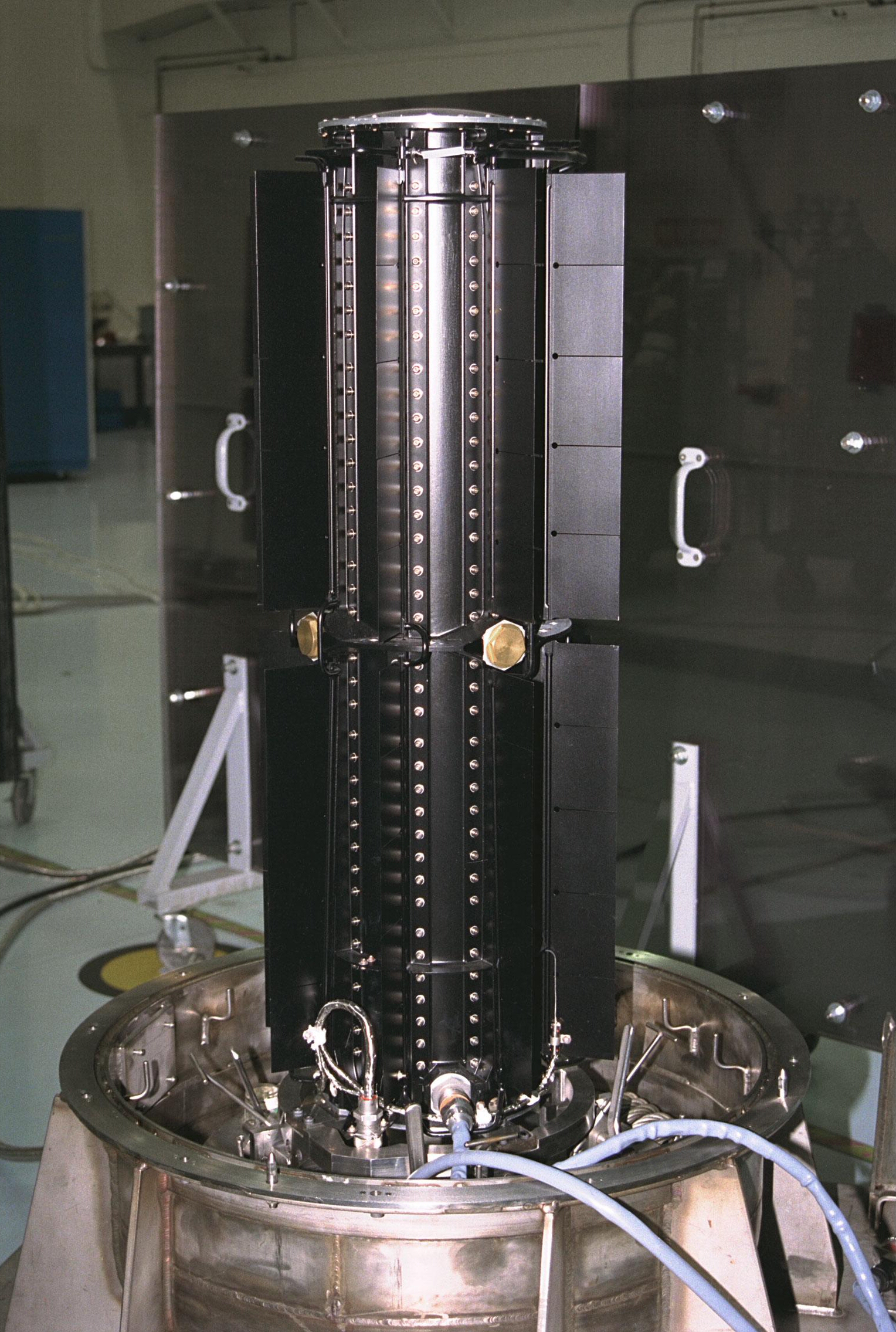
安裝之前的卡西尼放射性同位素熱電機。

由於土星與太陽的距離较远，所以用太陽能電池陣列作為這艘太空船的動力來源是行不通的。要產生足夠的能量，這種陣列將會太大也太重。取而代之的是卡西尼號探測器由三個放射性同位素熱電機（RTGs，radioisotope thermoelectric generators）供應能量。這是使用大約33（73磅）的鈽-238（以二氧化鈽的形式）以自然衰變的熱通過熱電發電產生直流電。卡西尼任務所使用的能源装置與使用在新視野號、伽利略號、和尤利西斯號探測器的設計都完全一樣，它們都有很長時間的運轉壽命。在卡西尼完成11年的任務時，它們仍然能夠產生600至700瓦的電力（為卡西尼準備的備用RTGs之一被用在稍後推出的新視野號任務，設計和發射前往探測冥王星和古柏帶）。

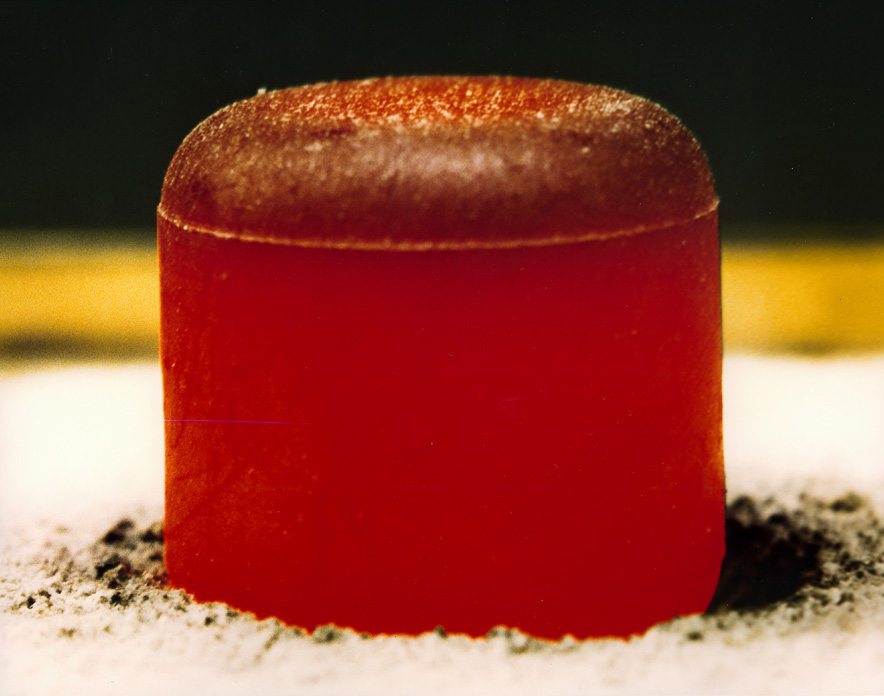
熾熱的鈽丸就是探測器的放射性同位素熱電機的動力源。

為了讓已經在飛行中的探測器獲得動量，卡西尼任務的彈道軌道包括幾次的重力助推部署：兩次低空飛掠金星，然後飛掠地球一次，再飛掠木星一次。可以想像最後一次飛掠地球時卡西尼號對人類構成的危險。不过這個部署是成功的，卡西尼號在1999年8月18日以1,171 km（728 mi）的距離從地球上空掠過。
幸好沒有任何故障導致卡西尼號與地球發生碰撞。NASA评估过最壞的碰撞情況（卡西尼號以燃燒的銳角重返大氣層）對整體環境的影響：如果 RTGs 內的 33公斤鈽-238有可以察覺的一部分散布進入地球的大氣層，50億人（當時地球上的總人數）當中，因罹癌而死亡的人數可能會增加5,000人（預期因其它各種原因造成癌症的死亡的機率是0.0005%，即百萬分之五。也就是10億人中有50萬人，這樣的計算無論怎麼說都是不正確的）， 但是這種情況發生的機會低於百萬分之一。

## 遙測術
卡西尼號太空船可以用幾種不同格式的遙測術進行傳輸。遙測術子系統是最重要的子系統，因為沒有它就不可能有資料傳送回來。
遙測術是在地面發展的，而由於太空船使用比之前更現代化的整套電腦。因此，卡西尼是第一艘採取迷你包來降低遙測辭典的複雜性，這是任務管理團隊的軟體發展過程導致的創作。
目前約有1088個通道（在67個迷你包內）組合在卡西尼的遙測術辭典內。在這67個低複雜性的迷你包之外，6個迷你包的子系統包含系統共變數和卡爾曼增益元素（161個測量）不在任務正常的狀態下使用。其餘的947個測量是在61個迷你包完成。
共七個遙測地圖對應 7 AACS 遙測方式被建造。這些模組是（1）紀錄；（2）巡航計畫；（3）中慢速巡航；（4）慢速巡航；（5）軌道Ops；（6）Av；（7）ATE（姿態估計）校準。這七組遙測地圖涵蓋了所有太空船的遙測方式。

## 惠更斯探測器
|                        |  |                            |
| 惠更斯號看見的泰坦表面 |  | 以不同程序處理的相同景象。 |

惠更斯號探測器是由歐洲太空總署提供的，並由發現土卫六的17世紀荷蘭天文學家克里斯蒂安·惠更斯之名命名。它於2005年1月15日降落在土卫六的表面，並仔細觀察土卫六的雲、大氣層和表面。它被設計成無人的全自動檢測機器人實驗室，進入土卫六的大氣層，並且利用大氣層剎車，以降落傘降落到表面。
探測器的系統包含探頭系統本身，降落至土卫六的表面；探針支援設備（PSE，probe support equipment）仍然附著在軌道上的太空船。PSE包括追蹤探測器的電子儀器，收集降落時獲得的資料，並處理和傳遞資料給軌道器，再傳送回地球。控制系統的核心電腦CPU是冗餘的MIL-STD-1750A。

## 選擇的事件和發現

### 發射

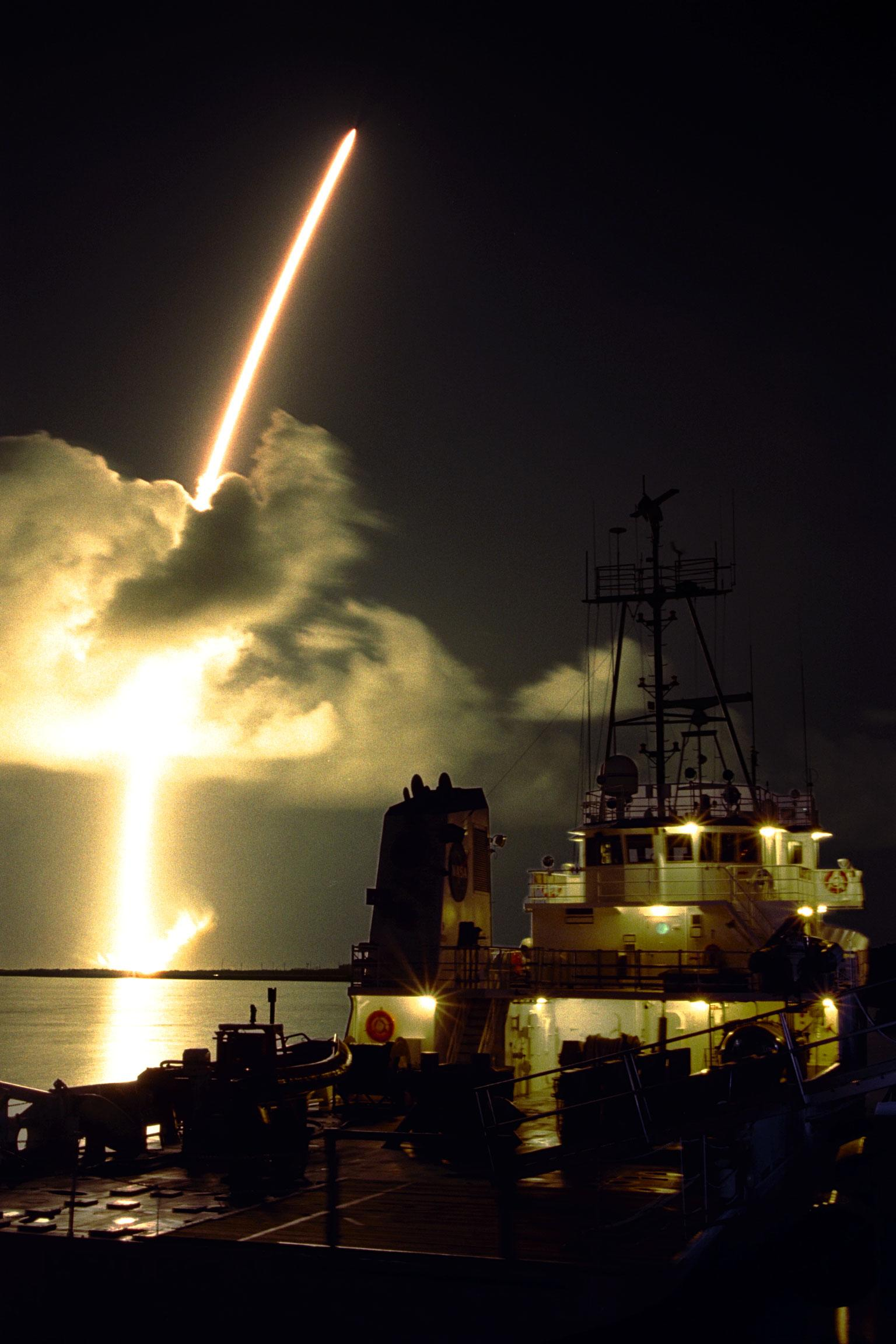
1997年10月15日，泰坦4號運載火箭载着卡西尼-惠更斯号从卡纳维拉尔角发射

1997年10月15日，卡西尼-惠更斯號从卡纳维拉尔角航天基地第40号发射台成功发射升空。固体火箭发动机在起飞时开始点火，直到第143秒才停止，當時高度是68,300米。第一级火箭在升空第131秒开始点火，當時高度是58,500米。卡西尼-惠更斯號升空後第323秒，第一级火箭分离，第二级火箭点火，當時高度是167,300米。卡西尼-惠更斯號升空後207秒內，覆蓋物保護卡西尼-惠更斯號以免暴露在陽光直射下。

### 飛掠金星、小行星與木星
卡西尼-惠更斯號分別於1998年4月26日與1999年6月4日接近金星，進行兩次重力助推調整，確保探測器有足夠的動能可以抵達小行星主帶。之後卡西尼-惠更斯號受到太陽牽引，1999年8月18日，探測器近距離通過地球進行重力助推調整，距離月球只有377,000公里。

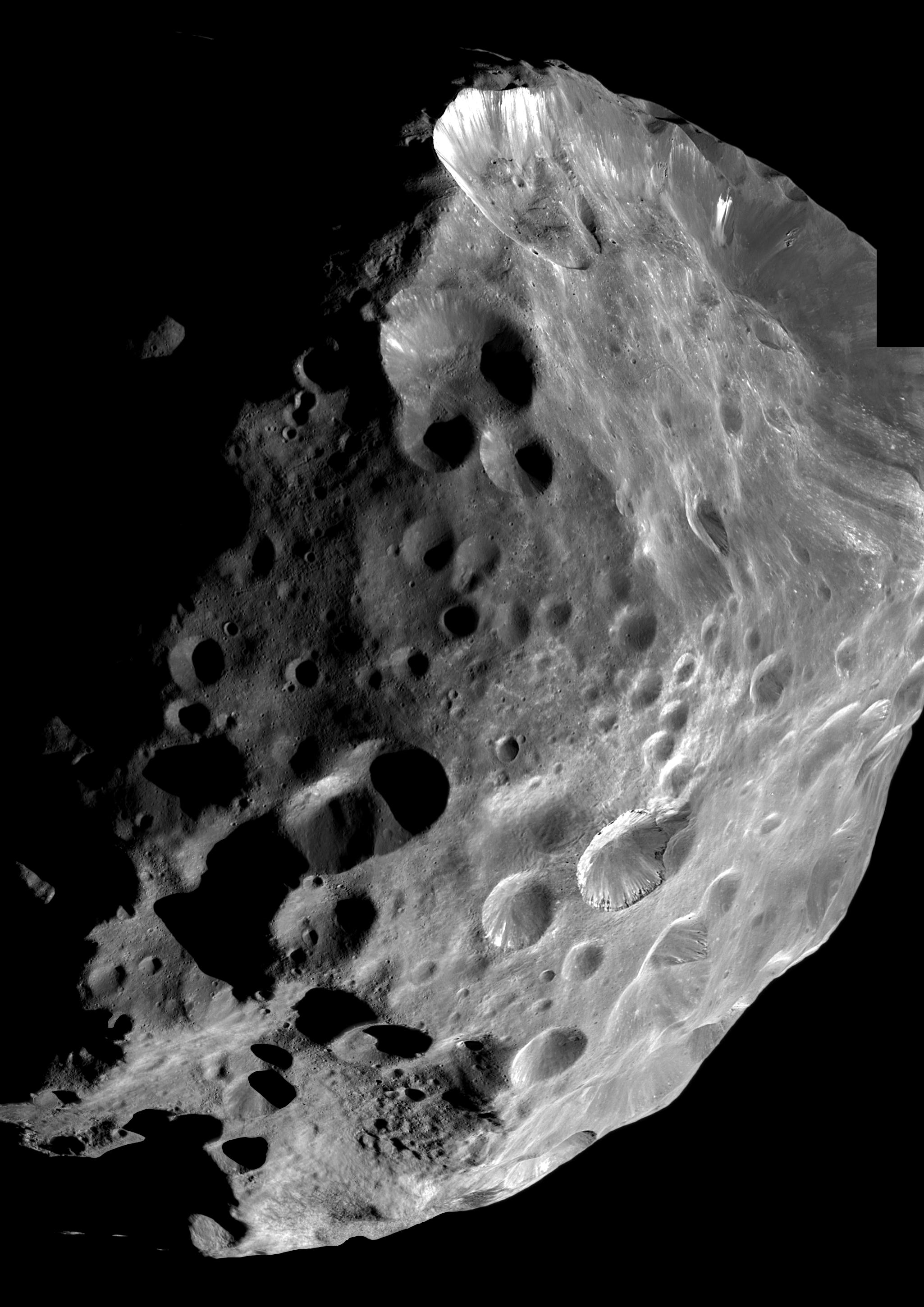
卡西尼-惠更斯號飛掠土衛九時所拍攝的照片

2000年1月23日，卡西尼-惠更斯號接近小行星2685，並進行一系列觀測。卡西尼-惠更斯號距離該小行星1,600,000公里，並估計其直徑為15－20公里。
2000年12月30日，卡西尼-惠更斯號與木星距離最近，並進行一系列觀測，總共拍攝26,000張木星影像。這些照片是當時最清晰的木星影像, 解析度可達60公里。2003年3月6日，科學家發布卡西尼-惠更斯號這次接近木星的一些主要發現。
2003年10月10日，卡西尼-惠更斯號科學家團隊宣布愛因斯坦相對論的實驗結果顯示相對論與實際觀測互相吻合。
2004年6月11日, 卡西尼-惠更斯號飛掠土衛九，也是旅行者2號之後最接近該衛星的一次。這也是卡西尼-惠更斯號唯一一次近距離飛掠土衛九。

卡西尼号1997年10月15日至2008年5月4日的飞行轨迹.

- 卡西尼惠更斯号
- 木星
- 土星
- 地球
- 金星
- 小行星 2685 Masursky

### 到达土星

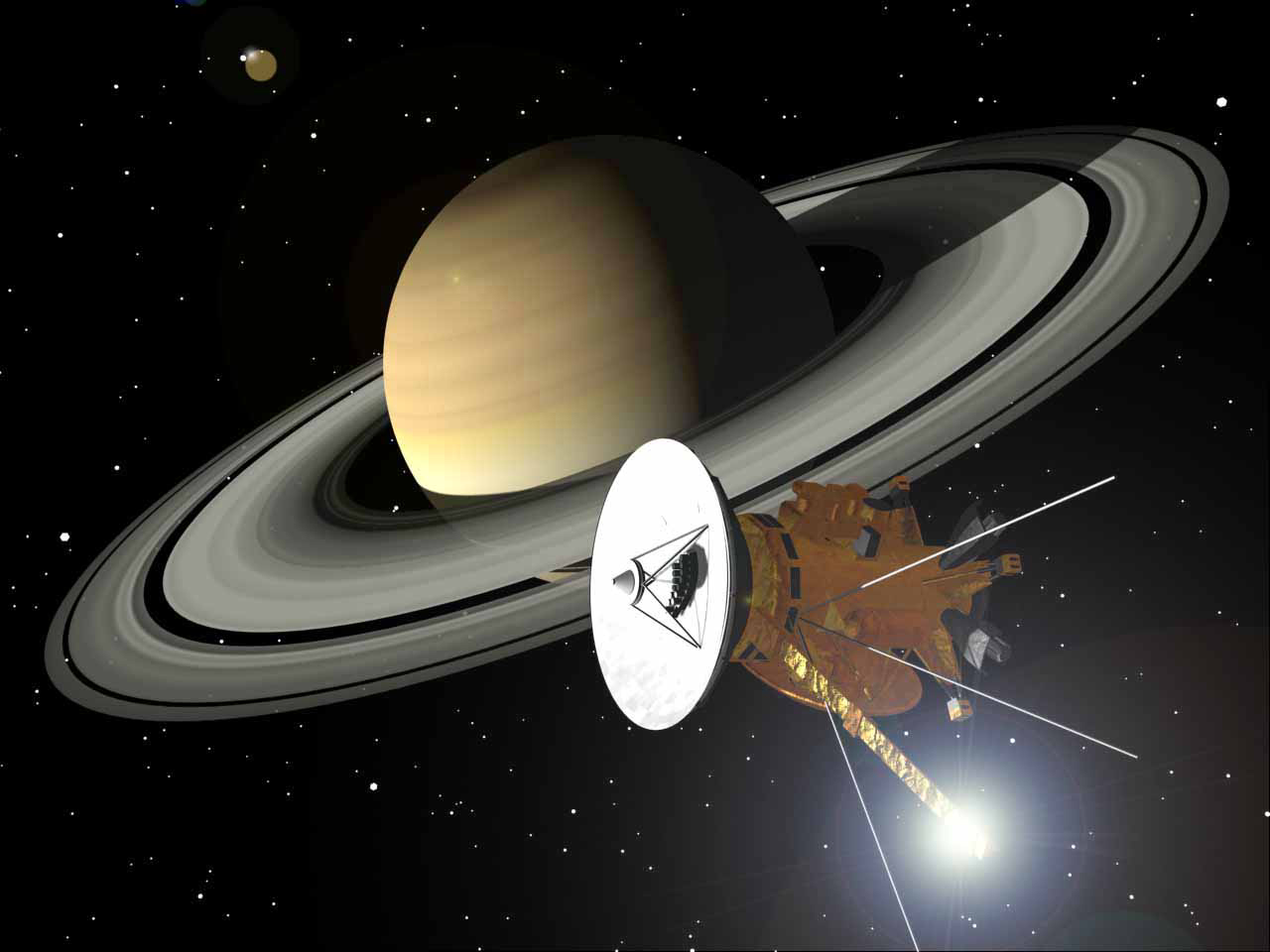
卡西尼号飞船到达土星效果图

2004年7月1日，卡西尼-惠更斯號通過F環與G環之間抵達繞行土星軌道，成為首艘繞行土星的探測器，展開四年的探測任務。卡西尼號將會到達距離土星最近位置，距離土星上層大氣只有20,000公里，這個距離不足土星半徑的三分之一。
2004年7月1日，卡西尼-惠更斯號啟動主發動機減速，使飛船被土星引力俘獲進入軌道。卡西尼號預計將完成74圈公轉，44次近距離掠過 土衛六，以及多次掠過土星其它冰衛星。
2004年7月2日， 卡西尼-惠更斯號首次近距離接近土衛六，距離該衛星339,000公里，並獲得有史以來最清楚的土衛六照片。2004年12月25日，惠更斯號脫離母船卡西尼號，飛向土衛六。2005年1月14日，惠更斯號在降落土衛六過程中拍攝土衞六照片，並測量風速及壓力，分析大氣層氣體，並將數據會傳回卡西尼號軌道器。惠更斯號最終降落在上都地區，並拍攝人類歷史上第一張土衛六表面照片，惠更斯號在土衛六上運作90分鐘。

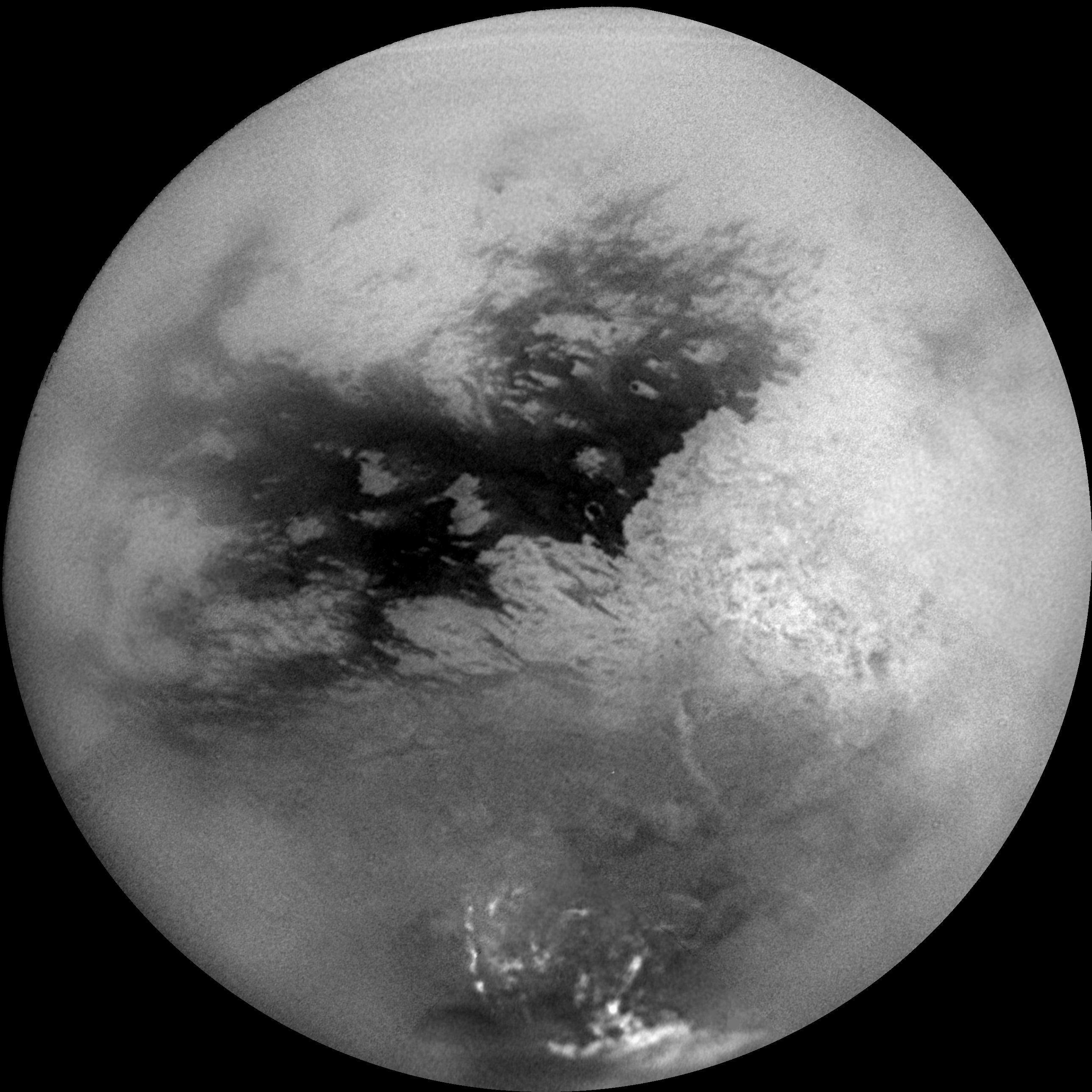
卡西尼-惠更斯號所攝得土衛六照片

2005年，卡西尼-惠更斯號首次近距離觀測土衛二，成像科學子系統拍攝到土衛二冰晶噴射活動。（其實，卡西尼-惠更斯號在2005年2月已经拍摄到羽状物，只是仍需要進一步對高相位角度拍攝的照片進行研究，這些照片還需要同其他衛星的高相位照片進行對比。）於是土卫二成為太陽系第四顆被證實存在火山活動的天體，其餘三顆分別是地球、海衛一和木衛一。
2006年7月21日，科學家從雷達照片中發現土衛六北半球存在碳氫化合物湖泊，也是科學家首次在地球以外的星球發現湖泊。這座湖泊直徑估計為100公里。2007年3月13日，噴氣推進實驗室宣布土衛六北半球存在碳氫化合物海洋，其中至少有一個比北美洲五大湖還大。
2006年11月10日，美国宇航局宣布，卡西尼上的高清晰度照相机记录下了土星南极发生的带眼风暴，这是人类首次在地球以外的行星上观测到这种现象。风暴顺时针方向的风速达到了每小时550公里。
2007年3月13日，美国宇航局卡西尼项目小组报告说，卡西尼飞船上几部观测仪器拍摄发回的土卫六图像都显示，土卫六北纬高纬度地区存在海洋。7月20日，美国宇航局说，卡西尼飞船发现了土星的一颗新卫星。这使得土星的卫星数目达到60个。
- 卡西尼号
- 土星
- 土衛二
- 土卫六
- 土卫八

卡西尼号从2004年5月1日至2017年9月15日的飞行轨迹

2013年7月19日，卡西尼号在距離地球約15億公里由高清晰度照相机拍攝了由土星回望地球照片。
2008年3月12日，卡西尼-惠更斯號僅僅以50公里的距離飛掠土衛二，發現羽状物中含有更多的化學物質，包括複雜的碳氢化合物（丙烷、乙烷、乙炔）。這項發現提高土衛二存在生命的可能性。2009年11月21日，卡西尼-惠更斯號第八次飛掠土衛二。

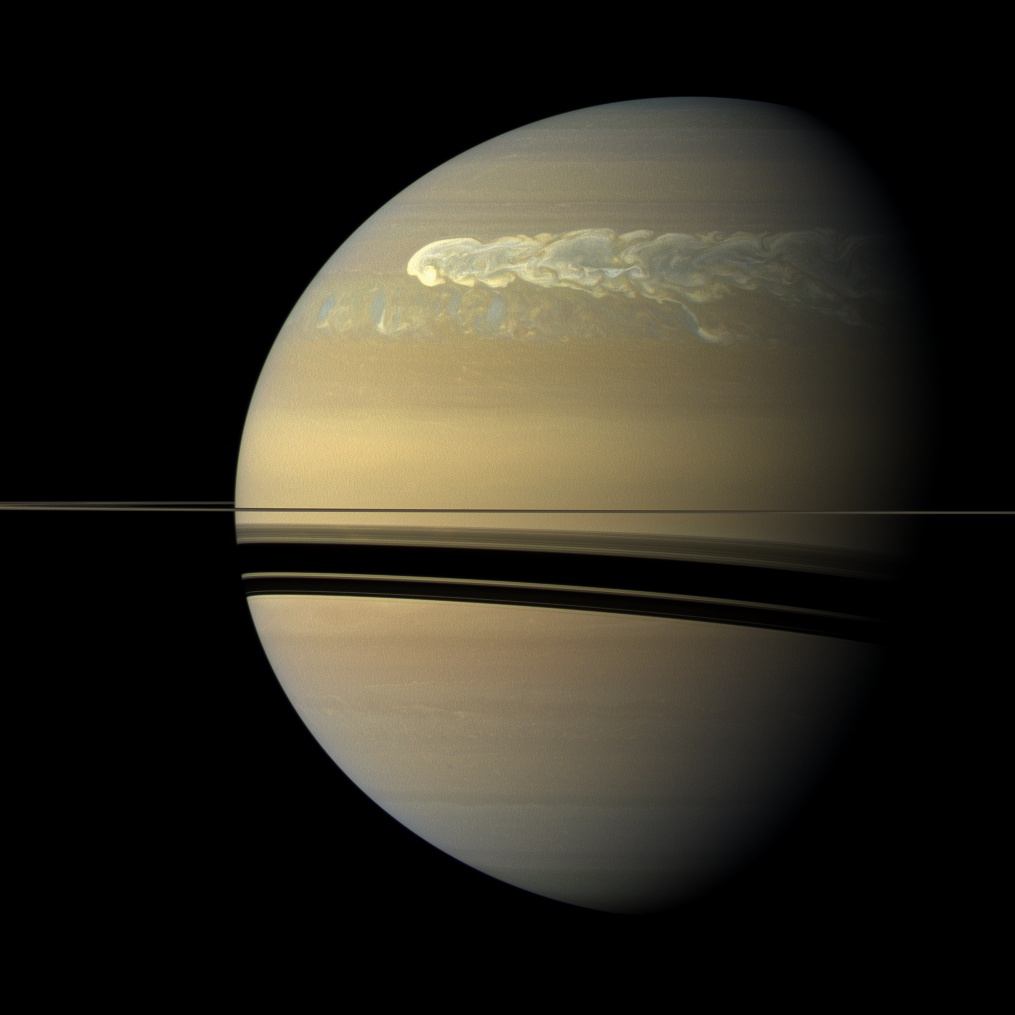
卡西尼-惠更斯號於2011年所攝得之土星風暴照片

2008年4月15日，卡西尼-惠更斯號確定展開兩年延伸任務，將繞行土星60次、21次近距離探測土衛六、7次近距離探測土衛二、6次近距離探測土衛一、8次近距離探測土衛三及分別接近土衛四、土衛五與土衛十二各一次。這次延伸任務於2008年7月1日展開。第二次延伸任務於2010年10月2日展開並一直持續，卡西尼號預計將繞行土星155次、54次近距離探測土衛六、11次近距離探測土衛二。卡西尼號預計於2017年進入土星大氣層，結束所有任務。
2012年10月25日，卡西尼-惠更斯號觀測到土星出現大白斑，這種現象約30年出現一次。
2012年12月21日，卡西尼-惠更斯號觀測到金星凌日。
2013年7月19日，卡西尼號使用高清晰度照相機拍攝土星回望地球與月球照片，美國國家航空暨太空總署於拍攝照片前事先告知社會大眾，也是人類歷史上的首例。科學家認為想要人們朝向天空揮手，科學家卡洛琳·波爾科（Carolyn Porco）認為這次拍攝是慶祝居住在暗淡藍點上的生命。
2014年4月3日，美國國家航空暨太空總署科學家宣布土衛二南極地底存在液態水海洋，土衛二成為太陽系有可能存在生物的星球之一。
2017年4月，美國太空總署宣布卡西尼號，最後任務是進入土星與土星環之間區域，探索土星環「年齡」及起源。為了避免卡西尼號可能附有地球微生物，污染土星衛星，即使完成使命，卡西尼號亦會於同年9月15日墜落土星，自我銷毀。

## 發現新衛星

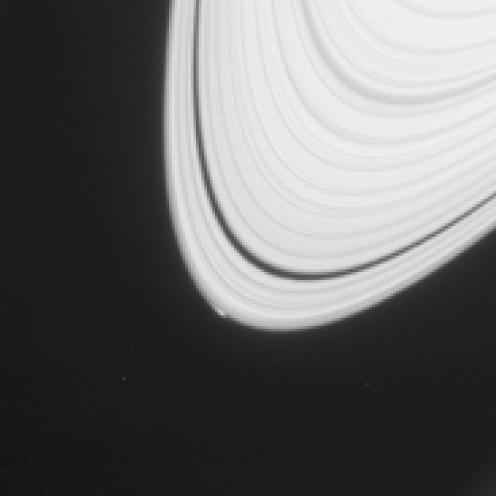
拍攝於2013年4月15日，可能會形成一顆新的衛星。

卡西尼號總共發現7顆繞行土星的新衛星。使用卡西尼號在2004年拍攝的影像，研究人員發現Methone、Pallene和Polydeuces。然而，稍後的分析發現航海家2號在1981年飛越土星時就拍到了Pallene。

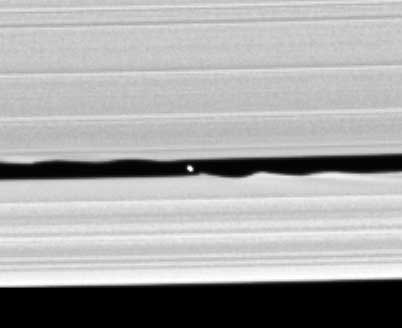
發現Daphnis的照片。

2005年5月1日，卡西尼號在基勒環縫中發現Daphnis（達佛涅斯），它的臨時名稱是S/2005 S1，這顆衛星也導致縫隙邊緣的波紋。卡西尼號在2007年5月30日發現第五顆新衛星，臨時名稱是S/2007 S4，他現在已經被命名為Anthe。2009年2月3日，在一份電子報中透漏卡西尼號發現第六顆新衛星。這顆衛星位於土星的G環內，直徑只有大約500公尺（0.3英里），它的臨時名稱是S/2008 S1，被命名為Aegaeon（埃該翁）。2009年11月2日的新聞發布會上提到卡西尼號在2009年7月26日發現第七顆新衛星。它的位置在B環中，直徑僅約300公尺（984英尺），暫定的名稱是S/2009 S1。
在2014年4月14日，NASA的科學家報告可能有一顆新衛星在土星的A環內開始形成。

## 轨道
為了順利抵達土星，卡西尼-惠更斯號太空探測器曾多次進行重力助推，曾兩次飛掠通過金星，之后再一次飛掠通過地球，並飛掠通過木星，並最終到達土星。

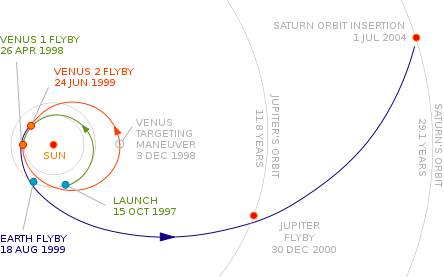
卡西尼-惠更斯号最初在行星间运行的轨道图

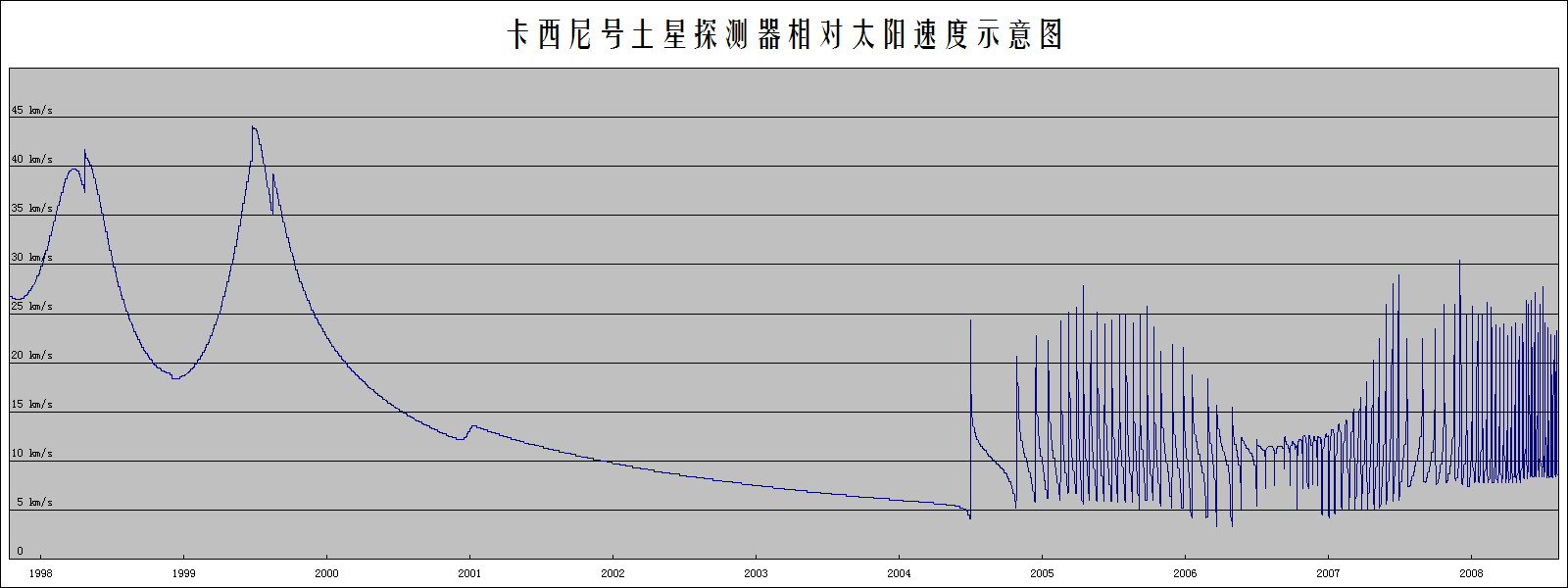
卡西尼号相对于太阳的速度变化情况，时间介於1997年10月16日—2008年8月9日之間，速度的单位为公里/秒。卡西尼-惠更斯號多次的重力助推形成图表左部显著的波峰，而图表右部波形的周期性变化则是探測器在繞行土星轨道的速度变化，数据来自喷气推进实验室线上历书系统。探測器在环土星轨道上的最低速度约为5公里/秒，约略相当于土星的公转轨道速度，同时也是卡西尼号切入环土星轨道的速度。

| 卡西尼任务重要项目    | 开始日期   | 日数  |
| --------------------- | ---------- | ----- |
| 在泰坦4号運載火箭发射 | 1997-10-15 | 0     |
| 飞经金星上空          | 1998-04-21 | 198   |
| 绕转再向金星          | 1998-12-02 | 423   |
| 飞经金星上空          | 1999-06-20 | 622   |
| 飞经地球上空          | 1999-08-16 | 680   |
| 飞经木星上空          | 2000-12-30 | 1,181 |
| 开始科学观测          | 2004-01-01 | 2,277 |
| 进入土星轨道          | 2004-06-25 | 2,484 |
| 探测土卫六            | 2004-09-12 | 2,533 |
| 探测器与太空船分离    | 2004-11-06 | 2,588 |
| 惠更斯转弯向土卫六    | 2004-11-08 | 2,590 |
| 惠更斯登陆土卫六      | 2004-11-27 | 2,609 |
| 太空船飞经土卫六上空  | 2004-11-27 | 2,609 |
| 主要任务结束          | 2008-07-01 | 3,921 |
| 延伸任务结束          | 2017-09-15 |       |

## 紀念
2017年4月26日，Google首頁展示了以卡西尼-惠更斯号为主题的Google涂鸦，以紀念卡西尼号探测器穿越土星与土星环内缘。

## 参看
- 卡西尼
- 惠更斯
- 卡西尼号
- 惠更斯号
- 太陽系探測器列表

## 相关链接
- 卡西尼—惠更斯号
- 卡西尼号（页面存档备份，存于）
- 惠更斯号 （页面存档备份，存于）
- 卡西尼号等离子体分光计
- 成像科学子系统（页面存档备份，存于）
- 卡西尼号图片集 （页面存档备份，存于）
- 卡西尼号当前位置 （页面存档备份，存于）